# Jaemuaset
El príncipe Jaemuaset (circa 1281-1225 a. C.) fue el cuarto hijo del faraón Ramsés II y el segundo de su segunda Gran Esposa Real, la reina Isis-Nefert. Es el mejor conocido de los hijos de Ramsés, ya que sus contribuciones a la sociedad egipcia fueron recordadas durante siglos. Ha sido descrito como el primer egiptólogo debido a sus trabajos en la identificación y restauración de los edificios históricos, tumbas y templos menfitas. Fue Sumo sacerdote de Ptah y, al final de su vida, gobernador de Menfis y príncipe heredero. Murió a los 56 años de edad, en el año 55 del reinado de su padre. Su tumba está probablemente en Saqqara, donde se encontraron algunos restos que pueden pertenecer a la misma.

## Biografía

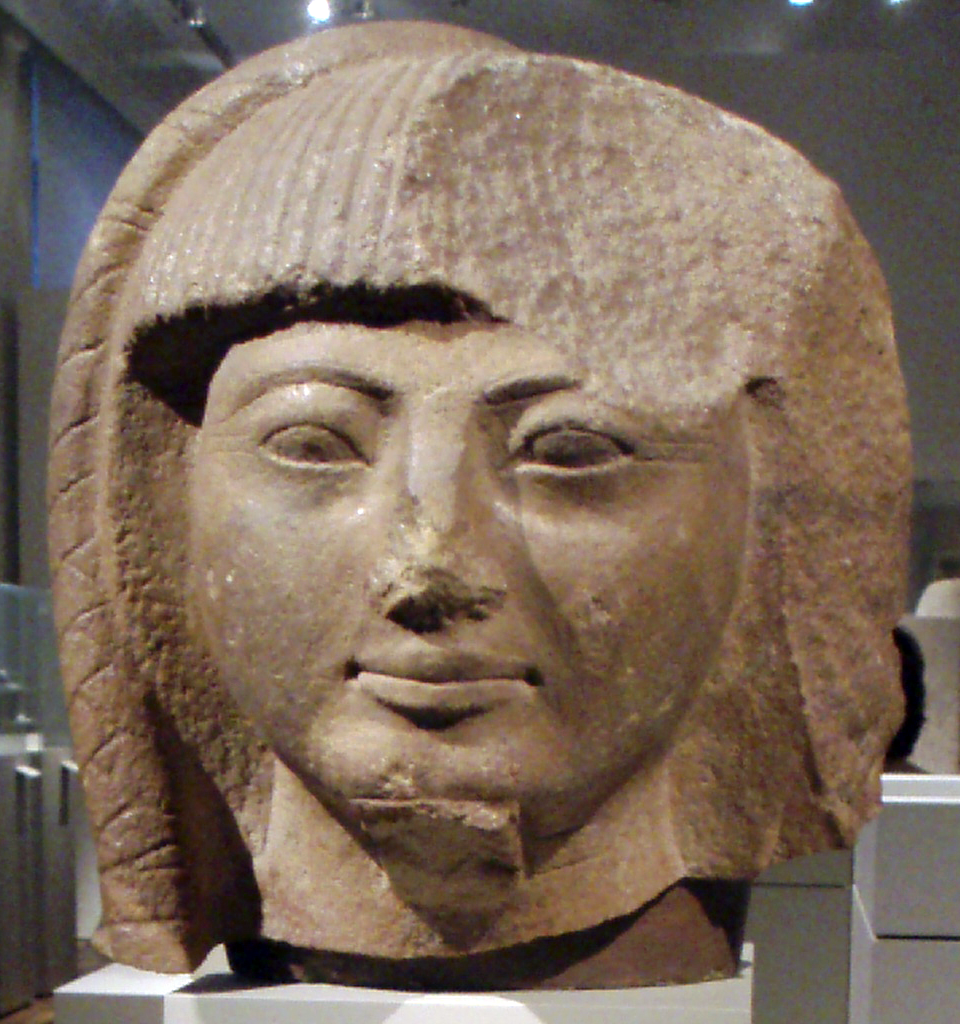
Cabeza del príncipe Jaemuaset.

Nació durante el reinado de su abuelo Seti I. Alrededor del año 13 del reinado de Seti el príncipe heredero y corregente Ramsés aplastó una rebelión menor en Kush, y llevó a sus hijos Amenherjepeshef y Jaemuaset consigo. Jaemuaset tenía solo cuatro años, y en los relieves del templo de Beit el Wali se le muestra durante la batalla en un carro de guerra con su hermano mayor.
También está presente en las escenas que representan la batalla de Qadesh, el sitio de Qode (Naharin) y en el asedio a Dapur, en Siria. En la batalla de Qadesh (año 5 de Ramsés II) Jaemuaset presenta a los dioses a los hijos de los jefes de Hatti, prisioneros de guerra. En las escenas de la batalla de Qode muestra a los jefes prisioneros ante su padre, al que sirve como asistente. En el año 10 de Ramsés, Jaemuaset está presente durante la batalla de Dapur.

### Funciones sacerdotales
Después de este período inicial en el que el príncipe recibió formación militar, en el año 16 del reinado de su padre se convirtió en sacerdote de Ptah en Menfis, siendo el Sumo sacerdote Huy. Durante su etapa como sacerdote participó en diversos rituales, como el entierro de los toros Apis en el Serapeum de Saqqara. Consta que el año 16 presentó las ofrendas funerarias, junto con Huy, su hermano Ramsés y el chaty Paser. Tras el entierro del año 30, Jaemuaset remodeló el Serapeum, construyendo una galería subterránea con varias grandes cámaras funerarias que permitieran el entierro de varios toros Apis. Mientras fue Sumo sacerdote, también amplió el templo de Ptah en Menfis, como atestiguan varias inscripciones.

### Labores diplomáticas
Durante su sacerdocio también se dedicó a labores diplomáticas, como la firma de tratados, el concierto de matrimonios o la organización de los jubileos.
Alrededor del año 25 del reinado de su padre, su hermano mayor Ramsés se convirtió en príncipe heredero, y el nombre de Jaemuaset apareció en los anuncios de la Heb Sed del año 30. Estas fiestas Sed se llevaban a cabo tradicionalmente en Menfis, pero algunos de los anuncios se hicieron hasta en el sur de Egipto, en El Kab y Silsila. En total fueron cinco los jubileos que le hicieron viajar por todo Kemet para anunciarlos.

### Restauración de monumentos
Jaemuaset restauró los monumentos menfitas de los reyes y nobles antiguos, no en vano el Sumo sacerdote de Ptah era el Maestro de los Artesanos. Textos con datos sobre la restauración se han encontrado en la pirámide de Unis en Saqqara, la mastaba de Shepseskaf, el templo solar de Nyuserra, la pirámide de Sahura, la pirámide escalonada de Zoser, y la pirámide de Userkaf. Inscripciones en el templo funerario de la pirámide de Userkaf muestran a Jaemuaset como portador de ofrendas, y en el templo de la pirámide de Sahura ofrece una estatua de la diosa Bastet. También restauró una estatua del príncipe Kauab, hijo de Jufu, e inscribió en el trono de la misma su nombre y el trabajo realizado.

### Heredero del trono
Ocupó el cargo de príncipe heredero al trono desde el año 50 del reinado de su padre hasta su muerte en el 55. Le sucedió su hermano Merenptah. También fue gobernador de Menfis.

## Familia

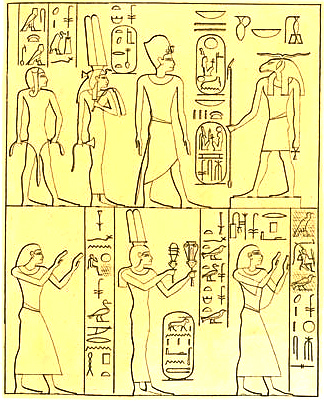
Estela de Asuan. Arriba: Ramsés II, Isis-Nefert y Jaemuaset ante Jnum. Abajo: Merneptah, Bintanat y el príncipe Ramsés.

Jaemuaset era hijo de Ramsés II y la reina Isis-Nefert, y tuvo al menos tres hermanos: Amenherjepeshef, el príncipe Ramsés y Merneptah, y dos hermanas: Bintanat e Isis-Nefert II. Tres hermanos están representados en la estela de Asuán, en la que se muestra a Jaemuaset en otro registro con el faraón y la reina. Es posible que la princesa Isetnofret II fuese también hermana suya, aunque es igualmente probable que sólo fuera medio hermana. No se sabe mucho acerca de la esposa de Jaemuaset, aunque en escritos demóticos recibe el nombre de Meheuesje, pero sí se sabe que Jaemuaset tuvo dos hijos y una hija. 
Su hijo mayor, Ramsés, es mencionado en una estatua cúbica de Menfis. Ramsés tiene en esa estatua el título de Hijo del Rey, que debe ser interpretado como Nieto del Rey. En el dorso del pilar el texto dice:

[Es] su querido [hijo] que perpetúa su nombre - El hijo del Rey, excelente en sabiduría, íntegro en todas sus obras, grande en su formación para mantener las ofrendas a su padre todo momento, - hijo del rey Ramsés, justificado y venerado.
Kitchen. 

Su segundo hijo, Hori, se convirtió en Sumo sacerdote de Ptah en Menfis durante la última parte de la dinastía XIX. Hori tuvo a su vez un hijo llamado también Hori, que fue chaty de Egipto durante el período tumultuoso del final de la dinastía XIX, y que todavía seguía en el cargo bajo Ramsés III, faraón de la vigésima dinastía. 
También se sabe que Jaemuaset tuvo una hija llamada Isis-Nefert, nombre de varias damas de la corte, como su abuela y su tía. Esta princesa puede ser la que se casó con su tío Merneptah, en ese caso sería la reina Isis-Nefert II, cuya tumba ha sido encontrada en Saqqara durante unas excavaciones realizadas por la Universidad de Waseda.

## Tumba

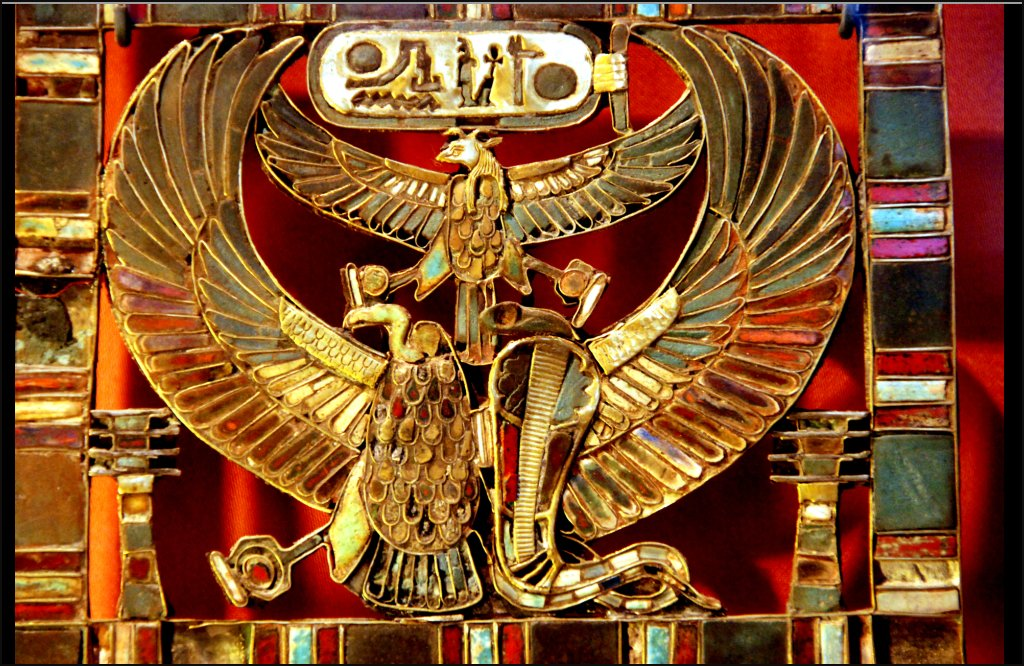
una imagen del tesoro de la tumba de Khaemwaset es relevante para Jeamuaset y la sección de la tumba debido a su importancia histórica, posibles conexiones familiares y su valor arqueológico.

Fue encontrada por el egiptólogo francés Auguste Mariette durante la primera exploración del Serapeum de Saqqara, entre 1851 a 1853. Tuvo que volar con explosivos una gran roca, y descubrió un ataúd intacto, con la momia cubierta con su máscara de oro y joyas que contenían su nombre: Jaemuaset hijo de Ramsés y constructor del Serapeum. Estos restos se han perdido, y los egiptólogos creen que esa no era la tumba de Jaemuaset sino los restos de un toro Apis convertido en una forma humana para asemejarse a la del Príncipe.
Según el egiptólogo Aidan Dodson en Canopic Equipment from the Serapeum of Memphis:

Designado Apis XIV, se compone de un sarcófago de madera, en gran parte enterrado en el suelo, con su parte superior aplastada en gran medida. En el interior, había lo que tenía apariencia de una momia humana, con su rostro cubierto por una máscara de oro un poco tosca, dañada por la humedad y con una gran cantidad de joyas, algunas con el nombre de príncipe Jaemuaset. A pesar de su apariencia, la momia ha demostrado ser una masa de resina con una cierta cantidad de huesos desordenados. Aunque con frecuencia se dice que es la momia de Jaemuaset, basándose en las joyas, la masa de resina que contiene fragmentos de hueso recuerda a los indudables Apis de las tumbas E y G. Su apariencia simulando ser una momia humana también encuentra eco en las tapas de los ataúdes antropomorfos que cubrían las masas de resina en los sarcófagos de Apis VII y IX, por lo tanto no puede haber duda de que el entierro es en realidad la del toro, Apis XIV.
Dodson.

La expedición de la Universidad de Waseda encontró durante sus excavaciones los restos de un monumento, que pueden haber sido la cámara del Ka de Jaemuaset.

## Leyenda
En períodos posteriores de la historia egipcia, Jaemuaset fue recordado como un hombre sabio, un mago poderoso y presentado como héroe en un ciclo de historias que datan de tiempos greco-romanos. El primer relato se llama Jaemuaset y Naneferkaptah, y relata como Jaemuaset busca y encuentra un libro mágico en la tumba de Naneferkaptah, lo que se convierte en una maldición. Después de perder todo lo que amaba, devuelve el libro a sus legítimos propietarios y restaura las tumbas de Neneferkaptah y su esposa. El segundo cuento es conocido como Historia de Jaemuaset y su hijo Si-Osire. Jaemuaset y su esposa tienen un hijo llamado Si-Osire que resulta ser muy inteligente y un mago altamente cualificado. Finalmente se reveló que Si-Osire es en realidad un famoso mago de la época de Tutmosis III, que volvía para salvar a Egipto de un mago de Nubia. Después de la confrontación Si-Osire desaparece, y Jaemuaset y su esposa tienen un hijo real que también se llama Si-Osire en honor del mago.
En las novelas se lo conoce como Setna, incluso en las escritas por egiptólogos contemporáneos, como Christian Jacq.

### Citas
1. 1 2 3 4 5  Dodson y Hilton, 2004, pp. 170-171
2. 1 2 3  Kitchen, 1983, pp. 40, 89, 102-109, 162, 170, 227-230
3. 1 2 3 4 5  Kitchen, 1996
4. ↑  Rosa Pujol: Jaemuaset, patrono de la egiptología. en el Boletín informativo, p. 2.
5. ↑  Simpson y Ritner, 2003, p. 490
6. ↑  La tumba de Isis-Nefert descubierta en Saqqara.
7. ↑  Dodson, 1999
8. ↑  Yoshimura y Takamiya, 2000, p. 161-172
9. ↑  Les enquetes de Setna : La tombe maudite, XO Editions, 2014 ( editado en español como Los misterios de Setna : La tumba maldita, Planeta, 2016 )